# Peter Sarnak
Peter Clive Sarnak (Joanesburgo, 18 de dezembro de 1953) é um matemático sul-africano.
É desde 2002 professor da Cátedra Eugene Higgins de Matemática da Universidade de Princeton, sucessor de Andrew Wiles. É um dos editores do periódico Annals of Mathematics. Sarnak é também professor permanente da Escola de Matemática do Instituto de Estudos Avançados de Princeton.

## Educação
Sarnak obteve o título de B.Sc. em 1975 na Universidade de Witwatersrand e o título de Ph.D em 1980 na Universidade Stanford, orientado por Paul Cohen.

## Carreira
- Professor Assistente, 1980–1983; Professor Associado, 1983; Professor, 2001–2005, Instituto Courant de Ciências Matemáticas, Universidade de Nova Iorque
- Professor Associado, 1984–1987; Professor, 1987–1991, Universidade Stanford
- Professor, 1991–; Professor H. Fine, 1995–96; Chefe do Departamento de Matemática, 1996–99; Professor Eugene Higgins, 2002–, Universidade de Princeton
- Membro, 1999–2002 e 2005–2007; Faculdade, 2007–, Instituto de Estudos Avançados de Princeton

## Prêmios e condecorações
Sarnak recebeu o Prêmio George Pólya de 1998 da Society for Industrial and Applied Mathematics, o Prêmio Ostrowski de 2001, o Prêmio Levi L. Conant de 2003 e o Prêmio Cole em Teoria dos Números de 2005. Recebeu em 2014 o Prêmio Wolf de Matemática.
Foi eleito membro da Academia Nacional de Ciências dos Estados Unidos e membro da Royal Society em 2002. Recebeu um doutorado honorário da Universidade Hebraica de Jerusalém em 2010.

## Publicações
- Some Applications of Modular Forms, 1990
- (co editor) Extremal Riemann Surfaces, 1997
- (co author) Random Matrices, Frobenius Eigenvalues and Monodromy, 1998
- (co editor) Selected Works of Ilya Piatetski-Shapiro (Collected Works), 2000
- (co author) Elementary Number Theory, Group Theory and Ramanujan Graphs, 2003
- (co editor) Selected Papers Volume I-Peter Lax, 2005
- (co editor) Automorphic Forms and Applications, 2007